# Bruno Wildbach
Bruno Wildbach (* 26. November 1964 in Eibiswald) ist ein österreichischer Maler und Grafiker.

## Werdegang und künstlerische Arbeit
Wildbach studierte von 1985 bis 1992 Kunstgeschichte an der Karl-Franzens-Universität und Architektur an der Technischen Universität Graz. Er lebt und arbeitet als freischaffender Künstler in Schwanberg in der Steiermark. Der Kunst von Bruno Wildbach liegt die forschende Auseinandersetzung mit der Wirklichkeit zugrunde. Wildbach vermeidet eine stilistische Festlegung, sein Werk ist als diskontinuierlich aufzufassen.

## Einzelausstellungen

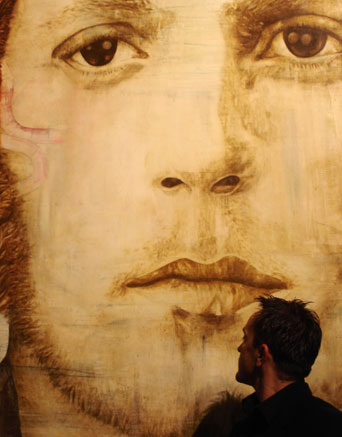
Bruno Wildbach vor einem seiner Gemälde bei der Ausstellung LE COEUR NOUVEAU im September 2006 im Laßnitzhaus, Deutschlandsberg.

- 2009 PHANTASMAGORIA, Kunsthaus Mürz, Mürzzuschlag
- 2009 ZOO, Published by Pseudonyms, Galerie Z, Hard
- 2008 C.O.M.A. – Common Oath to Men´s Adventure, KHG-Galerie, Graz
- 2008 SAM, The nonresponder company presents seeds of captured eyes, artepari, Graz
- 2006 Le coeur noeveau, Kulturforum Laßnitzhaus, Deutschlandsberg
- 2006 Kulturzentrum bei den Minoriten, Graz
- 2005 The Manhattan Project, Galerie Eugen Lendl, Knafflhof, Graz
- 2004 Eco – gypsies, tramps and thieves, Kunsthalle Feldbach (Steiermark)
- 2003 Ovest – Born at the Right Time, Steirisches Feuerwehrmuseum, Groß Sankt Florian
- 2001 Cartagena – The Private Escape, Galerie Cetiner, Basel
- 2000 O.S.S.A. – H SIZE, Palmenhaus-Burgarten, Graz
- 1999 Buonconvenuto, Universalmuseum Joanneum, Stainz
- 1997 Personale, Galerie Fine Art – Christl Zelinski, Hamburg

Ausstellungsbeteiligungen/group exhibitions (Auswahl)
- 2010 INDEPAINTED, Galerie artepari, Graz
- 2010 PROMETHEUS, Kulturzentrum bei den Minoriten, Graz
- 2009 KOPFSTÜCKE, Galerie Z, Hard
- 2008 JUST ONE THING AFTER ANOTHER, Galerie artepari, Graz
- 2008 ÖSTERREICHISCHE MEISTERZEICHNUNG, GalerieZ, Hard
- 2008 KUNSTSTART, Galerie artepari, Graz
- 2004 SHORT STORIES, Galerie Eugen Lendl, Graz

## Kunst im öffentlichen Raum (Auswahl)
- 1991–1992 6 Glasfenster, 12 Teile, 240 × 50 cm, Pfarrkirche Frauental an der Laßnitz
- 1998 Fassade, Email auf Kupfer 350 × 1000 cm, Hauptschule Schwanberg
- 2000–2001 Bulme Skulptur, Stahlbeton-Glas-Aluminium-Holz, L-1250 cm B-350 cm H-500 cm, HTL-Graz/Gösting
- 2002  Flügelaltar, Öl-Leinwand-Holz-Stahlkonstruktion, 3 Teile 200 × 75 cm, 200 × 150 cm, 200 × 75 cm, Glasfenster, 200 × 47 cm, 200 cm × 47 cm, Klementikapelle, St. Katharina in der Wiel

## Bibliografie
- Human Size. Monografie, Herausgegeben von Herbert Nichols-Schweiger mit Texten von Werner Fenz und Frauke Franckenstein (dt.), 144 Seiten, 100 Farbabbildungen.

## Medienberichte (Auswahl)
- Sabine Danek, Szene Hamburg, 1989, „Idee eines Zebras.“
- Walter Titz, Kleine Zeitung, 1999, „Tauchen im Farbenmeer. Der Maler Bruno Wildbach malt in seinem weststeirischen Atelier Bilder...“
- Walter Titz, Kleine Zeitung, 2004, „Jenseits der Eitelkeiten.“
- Tobit Schweighofer, Kronen Zeitung, 2006, „Die Spuren eines großen Verlusts.“